# Roderick Murchison
Roderick Impey Murchison (Tarradale, Muir of Ord, (Schotland), 19 februari 1792 – Londen, 22 oktober 1871) was een Schotse geoloog en paleontoloog die vooral bekend is om stratigrafisch onderzoek naar het Paleozoïcum. Hij is de bedenker van de naam van het tijdperk Siluur.

## Diensttijd en huwelijk
Murchison werd geboren in Tarradale, bij Muir of Ord in het huidige Schotse district Ross and Cromarty. Tijdens zijn diensttijd vocht hij onder Arthur Wellesley in de Spaanse Onafhankelijkheidsoorlog in Spanje en Portugal, onder andere in de slagen bij Roliça en Vimeiro. Na acht jaar in het leger gediend te hebben trouwde hij in 1815 met Charlotte Hugonin; het paar vestigde zich in Italië, maar verhuisde in 1818 naar Engeland. Onder invloed van Sir Humphry Davy begonnen Murchison en zijn vrouw zich te interesseren voor de wetenschap, hun belangstelling werd vooral gewekt door het in die tijd net ontstane vakgebied van de geologie.

## Geologisch onderzoek
Murchison werd lid van de Geological Society waar hij in aanraking kwam met andere bekende geologen uit die tijd zoals Adam Sedgwick, William Conybeare, William Buckland, William Fitton en Charles Lyell. Samen met Fitton onderzocht hij de geologie van Zuidwest-Engeland; het resultaat werd in 1825 aan de society voorgelezen. Daarna ging hij met Charles Lyell naar het vasteland van Europa, waar hij het vulkanisme in Auvergne, de geologie van Zuid-Frankrijk en Noord-Italië, en ten slotte van de Tiroler en Zwitserse Alpen bestudeerde. Samen met Adam Sedgwick schreef hij een publicatie over de structuur van de Alpen. De twee onderzochten de geologie van Schotland in 1828.

## Stratigrafie van het Paleozoïcum
In 1831 begonnen Murchison en Sedgwick onderzoek te doen naar de gesteenten die dagzomen op de grens van Engeland en Wales, grauwackes die stratigrafisch onder de (Devonische) formatie van de Old Red Sandstone lagen. Door dit onderzoek was Murchison in staat een nieuw tijdperk, het Siluur, te definiëren. Het Siluur bevatte de steenkoollagen van Zuid-Wales en de sterk gedeformeerde gesteenten eronder, die veel fossiele trilobieten en brachiopoden bevatten, maar geen vissen. Ondertussen deed Sedgwick onderzoek naar gesteenten in Centraal-Wales, waar hij het Cambrium definieerde. De twee publiceerden hun stratigrafieën samen in 1835. Daarna ontstond ruzie, want de definities van de twee tijdperken overlapten elkaar gedeeltelijk, en elk van de twee mannen wilde zijn eigen tijdperk het langst laten duren. Later zou Sedgwicks collega Charles Lapworth van de betwiste periode een eigen tijdperk maken, het Ordovicium.
Murchison werkte in 1839 mee aan de definitie van een ander tijdperk, het Devoon. Daarvoor onderzocht hij de stratigrafie in Zuidwest-Engeland en het Duitse Rijnland. Samen met de paleontologen Édouard de Verneuil en Alexander Keyserling organiseerde hij daarna een expeditie naar Rusland. De expeditie had als voornaamste doel de stratigrafie van Rusland en de Oeral met de stratigrafie van West-Europa te verbinden. In 1845 werden de resultaten gepubliceerd.
Murchison was in 1830 een van de stichters van de Royal Geographical Society, en was in zijn latere leven erg actief binnen dit genootschap. Vanaf 1855 was hij directeur van de Britse geologische dienst. Zijn laatste jaren bracht hij door met het bestuderen van gneisen in de Schotse Hooglanden, waarvan hij dacht dat het gemetamorfoseerde Paleozoische gesteenten waren (dat is achteraf onjuist gebleken).

## Erkenning en onderscheidingen
In 1846 werd Murchison geridderd en in 1849 ontving hij de Copley Medal van de Royal Society. In 1864 volgde de Wollaston Medal van de Geological Society.
- Bibsys: 90887358
- Biblioteca Nacional de España: XX1375696
- Bibliothèque nationale de France: cb125616620 (data)
- Author citation (botany): Murch.
- CiNii: DA09362055
- Stuttgart Database of Scientific Illustrators 1450–1950: 4299
- Gemeinsame Normdatei: 119297345
- International Standard Name Identifier: 0000 0001 2131 1797
- Library of Congress Control Number: n87825882
- Nationale Bibliotheek van Tsjechië: nlk20020105591
- Nationale bibliotheek van Australië: 36409003
- Nationale Bibliotheek van Israël: 987007272729605171
- Nederlandse Thesaurus van Auteursnamen: 070829829
- Réseau des bibliothèques de Suisse occidentale: 02-A003619262
- SNAC: w6c82c26
- Système universitaire de documentation: 034915141
- Museum of New Zealand Te Papa Tongarewa: 54283
- Trove: 1254678
- Virtual International Authority File: 46876809
- WorldCat: E39PBJmhR4XMjV68f78fYrX68C